# قلعة آل جريان
قلعة آل جريان أحد القلاع التاريخية تقع في مدينة الحلة مركز محافظة بابل وسط العراق.

## نبذة
يعود تاريخ إنشائه إلى عام 1890م، وكان من الطين عند إنشائه، ثم تم بنائه بالطابوق حسب الطراز الروماني القديم.